# Vanquish (filme)
Vanquish (prt: Vingança Letal; bra: Conquista) é um filme de ação e thriller policial americano de 2021, dirigido por George Gallo e estrelado por Ruby Rose e Morgan Freeman. As filmagens ocorreram na cidade de Biloxi, no Mississippi, e o filme foi lançado nas plataformas digitais em 16 de abril de 2021.

## Sinopse
Uma mãe, Victoria (Ruby Rose), tenta deixar seu passado como traficante russa para trás, mas o policial aposentado Damon (Morgan Freeman) a força a voltar à ativa ao sequestrar sua filha. Agora, Victoria deverá usar armas, seus instintos e uma motocicleta para enfrentar uma série de gângsteres violentos – ou ela nunca mais verá a filha.

## Elenco
- Ruby Rose como Victoria
- Morgan Freeman como Damon
- Nick Vallelonga como Detetive Stevens
- Miles Doleac como Erik
- Patrick Muldoon como Agente Monroe
- Juju Journey Brener
- Julie Lott como governadora Ann Driscoll
- Ekaterina Baker
- Hannah Stocking como Galyna

## Lançamento
Vanquish foi lançado sob demanda digital em 16 de abril de 2021, e em DVD e Blu-ray em 27 de abril.

### Crítica
O site agregador de resenhas Rotten Tomatoes informou que 7% dos 44 críticos deram ao filme uma avaliação positiva, com uma avaliação média de 3/10. Metacritic atribuiu ao filme uma pontuação média ponderada de 25 de 100 com base em 10 críticos, indicando "críticas geralmente desfavoráveis".